# Yuju
Đây là một tên người Triều Tiên, họ là Choi.
Choi Yu-na (tiếng Hàn: 최유나; sinh ngày 4 tháng 10 năm 1997), thường được biết đến với nghệ danh Yuju (tiếng Triều Tiên: 유주), là một nữ ca sĩ và nhạc sĩ người Hàn Quốc. Cô là thành viên của nhóm nhạc nữ GFriend.

## Tiểu sử
Yuju sinh ngày 4 tháng 10 năm 1997 tại Goyang-si, Gyeonggi-do, Hàn Quốc. Cô là con út trong một gia đình có 2 chị em.
Năm 2011, cô tham gia thử giọng cho mùa đầu tiên của chương trình K-pop Star, nhưng bị loại trong vòng đầu tiên. Cô cũng tham gia nhiều liên hoan nghệ thuật khác nhau và đạt được nhiều giải thưởng, bao gồm giải thưởng xuất sắc nhất khi tham gia Gyeonggi General Arts Festival vào năm 2012 và huy chương vàng tại cuộc thi quốc gia do DBS National Arts Festival tổ chức vào năm 2013. Cô theo học Trường Trung học Biểu diễn Nghệ thuật Seoul và tốt nghiệp vào ngày 4 tháng 2 năm 2016, cô hiện là sinh viên của Đại học Nữ sinh Sungshin.

## Sự nghiệp

### 2015–2021: Ra mắt với GFriend
Tháng 1 năm 2015, Yuju chính thức ra mắt với tư cách là thành viên của GFriend với mini album đầu tay Season of Glass. Vài tháng sau, nhóm phát hành đĩa đơn thứ hai "Me Gustas Tu". Trong thời gian quảng bá, nhóm thu hút sự chú ý của cộng đồng quốc tế sau khi một video do người hâm mộ quay lại cảnh các thành viên GFriend nỗ lực hoàn thành buổi biểu diễn "Me Gustas Tu" dù liên tục ngã trên sân khấu trơn trượt được lan truyền vào tháng 9 năm 2015. Nhóm nhận được nhiều lời khen ngợi vì sự chuyên nghiệp, đặc biệt là Yuju, người bị trẹo ngón tay trong khi biểu diễn. Bài hát tiếp theo "Rough" của nhóm nhận được tổng cộng 15 giải thưởng trên các chương trình âm nhạc.
Yuju thể hiện bài hát "Spring Is Gone by Chance" cho bộ phim truyền hình Cô gái nhìn thấy mùi hương của SBS cùng với nam rapper Loco. Bài hát đoạt giải OST Chart First Place trong 10 tuần liên tiếp trên Music Bank và Nhạc phim xuất sắc nhất tại lễ trao giải Melon Music Awards năm 2015. Trên bảng xếp hạng Gaon Digital Chart, bài hát tích lũy được hơn 100 triệu lượt phát trực tuyến và 2,5 triệu lượt tải xuống và trở thành một trong những bản nhạc phim được trao chứng nhận phát trực tuyến và tải xuống trên nền tảng. Bài hát cũng tích lũy được tổng cộng 169,2 triệu lượt nghe và 5,5 triệu lượt nghe độc nhất trên Melon, tính đến tháng 5 năm 2022 thông qua MelOn Trend.
Yuju thể hiện bài hát "Billy & The Brave Guys" cho nhạc phim của bộ phim hoạt hình Chicken Hero, được phát hành vào ngày 18 tháng 2 năm 2016. Tháng 3 năm 2016, cô hợp tác với Sunyoul của UP10TION cho một bài hát có tên "Cherish".
Tháng 10 năm 2017, cô hợp tác với Jihoo của IZ cho một bài hát có tên "Heart Signal".
Cô cũng xuất hiện trên chương trình truyền hình Fantastic Duo 2 của SBS và được tuyên bố là người chiến thắng, biểu diễn "The Heartbreaking Story" cùng với Wheesung. Cô là nữ thần tượng K-pop đầu tiên và duy nhất đoạt giải trong chương trình này.
Tháng 6 năm 2018, cô phát hành đĩa đơn "Love Rain" với sự góp giọng của Suran.
Ngày 4 tháng 5 năm 2021, cô trở thành người dẫn chương trình kiêm nhân vật chính của Yuju is Halli Queen. Ngày 5 tháng 5 năm 2021, Yuju được chọn làm người dẫn chương trình cho Korean Children's Song Contest của KBS.

### 2021–nay: Hoạt động solo vàRec.
Ngày 1 tháng 9 năm 2021, Yuju ký hợp đồng với Konnect Entertainment.
Yuju ra mắt với tư cách là nghệ sĩ solo vào ngày 18 tháng 1 năm 2022 với mini album đầu tay Rec. và bài hát chủ đề "Play".

## Danh sách đĩa nhạc

### Mini album
| Tên  | Chi tiết album                                                                                   | Vị trí cao nhất | Doanh số |
| Tên  | Chi tiết album                                                                                   | KOR             | Doanh số |
| ---- | ------------------------------------------------------------------------------------------------ | --------------- | -------- |
| Rec. | - Phát hành: 18 tháng 1, 2022 - Hãng đĩa: Konnect Entertainment - Định dạng: CD, tải kỹ thuật số | TBA             | TBA      |

### Đĩa đơn
| Tên                                                                                                 | Năm               | Vị trí cao nhất   | Doanh số          | Album                        |
| Tên                                                                                                 | Năm               | KOR               | Doanh số          | Album                        |
| Tên                                                                                                 | Năm               | Gaon              | Doanh số          | Album                        |
| Như nghệ sĩ chính                                                                                   | Như nghệ sĩ chính | Như nghệ sĩ chính | Như nghệ sĩ chính | Như nghệ sĩ chính            |
| --------------------------------------------------------------------------------------------------- | ----------------- | ----------------- | ----------------- | ---------------------------- |
| "I Love You" (난 널 사랑해)                                                                         | 2015              | —                 | —                 | King of Mask Singer Vol. 16  |
| "Love Rain" (hợp tác với Suran)                                                                     | 2018              | —                 | —                 | Đĩa đơn không có trong album |
| Hợp tác                                                                                             |                   |                   |                   |                              |
| "Without a Heart" (심장이 없어) (với The Name)                                                      | 2015              | —                 | —                 | King of Mask Singer Vol. 17  |
| "Cherish" (보일 듯 말 듯) (với Sunyoul)                                                             | 2016              | 31                | - KOR: 224,942+   | Đĩa đơn không có trong album |
| "Heart Signal" (하트시그널) (với Jihoo)                                                             | 2017              | —                 | —                 | Đĩa đơn không có trong album |
| "First Love" (첫사랑) (với Jung Key)                                                                | 2017              | 38                | - KOR: 63,398+    | CHERISH                      |
| "—" biểu thị cho bản phát hành không có trong bảng xếp hạng hoặc không được phát hành ở khu vực đó. |                   |                   |                   |                              |

### Nhạc phim
| Tên                                                                                                 | Năm  | Vị trí cao nhất | Doanh số          | Album                               |
| Tên                                                                                                 | Năm  | KOR             | Doanh số          | Album                               |
| Tên                                                                                                 | Năm  | Gaon            | Doanh số          | Album                               |
| --------------------------------------------------------------------------------------------------- | ---- | --------------- | ----------------- | ----------------------------------- |
| "Spring Is Gone by Chance" (우연히 봄) (với Loco)                                                   | 2015 | 5               | - KOR: 2,500,000+ | The Girl Who Sees Smells OST Part 2 |
| "Spring Is Gone by Chance" (우연히 봄) (Acoustic Ver.) (với Loco)                                   | 2015 | —               | - KOR: 14,981+    | The Girl Who Sees Smells OST Part 2 |
| "Just This Song" (이 노래만)                                                                        | 2018 | —               | —                 | Let's Eat 3 OST Part 3              |
| "Snowflake Love" (눈꽃사랑)                                                                         | 2018 | —               | —                 | My Strange Hero OST Part 5          |
| "This Way That Way" (이랬다 저랬다)                                                                 | 2020 | —               | —                 | Yoobyeolna! Chef Moon OST Part 1    |
| "First Day"                                                                                         | 2020 | —               | —                 | Was It Love? OST Part 3             |
| "Secret" (hợp tác với ISHXRK)                                                                       | 2020 | —               | —                 | Alice OST Part 1                    |
| "I'm in the Mood for Dancing"                                                                       | 2020 | —               | —                 | True Beauty OST Part 2              |
| "Falling"                                                                                           | 2021 | —               | —                 | Run On OST Part 10                  |
| "Up" (위로)                                                                                         | 2021 | —               | —                 | Bossam: Steal the Fate OST Part 11  |
| "Up" (위로) (String Ver.)                                                                           | 2021 | —               | —                 | Bossam: Steal the Fate OST Part 11  |
| "Stay (Prod. by Jinyoung)" (남아있어 (Prod. by 진영))                                               | 2021 | —               | —                 | Police University OST Part 5        |
| "You're Like Americano"                                                                             | 2022 | —               |                   | Kiss Sixth Sense                    |
| "Tell Me This Is Real"                                                                              | 2022 | —               |                   | My Chilling Roommate                |
| "—" biểu thị cho bản phát hành không có trong bảng xếp hạng hoặc không được phát hành ở khu vực đó. |      |                 |                   |                                     |

### Sáng tác
Tất cả các thông tin của bài hát đều được trích từ cơ sở dữ liệu của Hiệp hội Bản quyền Âm nhạc Hàn Quốc.
| Tên                | Năm  | Album                 | Nghệ sĩ                      | Soạn nhạc | Sáng tác | Nguồn  |
| ------------------ | ---- | --------------------- | ---------------------------- | --------- | -------- | ------ |
| "Hope"             | 2019 | Fever Season          | GFriend                      | No        | Yes      | —      |
| "Apple"            | 2020 | 回:Song of the Sirens | GFriend                      | Yes       | Yes      | —      |
| "Eye of the Storm" | 2020 | 回:Song of the Sirens | GFriend                      | Yes       | Yes      | —      |
| "Tarot Cards"      | 2020 | 回:Song of the Sirens | GFriend                      | Yes       | Yes      | —      |
| "Mago"             | 2020 | 回:Walpurgis Night    | GFriend                      | Yes       | Yes      | —      |
| "Night Drive"      | 2020 | 回:Walpurgis Night    | GFriend                      | Yes       | Yes      | —      |
| "Bad Blood"        | 2022 | Rec.                  | Yuju                         | No        | Yes      | [ 26 ] |
| "Play"             | 2022 | Rec.                  | Yuju                         | Yes       | Yes      | [ 26 ] |
| "Barely, Winter"   | 2022 | Rec.                  | Yuju (hợp tác với Mad Clown) | Yes       | Yes      | [ 26 ] |
| "The Killa"        | 2022 | Rec.                  | Yuju                         | Yes       | Yes      | [ 26 ] |
| "Blue Nostalgia"   | 2022 | Rec.                  | Yuju                         | Yes       | Yes      | [ 26 ] |

## Giọng hát
Yuju là một trong những giọng ca nổi bật nhất của thế hệ K-pop thứ 3 với chất giọng nội lực khỏe khoắn, đôi khi mỏng nhẹ rất nữ tính, cô gây ấn tượng với khán giả bằng chất giọng ấy của mình. Ngoài ra cô cũng có nền tảng thanh nhạc vững chắc để có thể xử lí bài hát thật tốt và bảo vệ giọng hát bản thân dù vẫn chưa quá xuất sắc.
- Loại giọng: Light Lirico Soprano (Nữ cao trữ tình sáng mảnh)
- Quãng giọng:  D3 ~G5~ G#6 (D7)(3 quãng tám 3 nốt)
- Quãng hát hỗ trợ: G3/G#3 ~ C5/C#5 ~ F#5/G5 (bao gồm headvoice)
- Quãng hỗ trợ tốt nhất: F#3 ~ F5 ~ G5
- Quãng hỗ trợ thời prime: G#3/A3 - C5/C#5 - F5 (bao gồm headvoice)

## Giải thưởng và đề cử
| Giải thưởng        | Năm  | Hạng mục                | Đề cử                      | Kết quả   | Nguồn  |
| ------------------ | ---- | ----------------------- | -------------------------- | --------- | ------ |
| Melon Music Awards | 2015 | Nhạc phim xuất sắc nhất | "Spring Is Gone by Chance" | Đoạt giải | [ 27 ] |